# جون جيه كريتندن
جون جوردان كريتندن (بالإنجليزية: John J. Crittenden)‏ (10 سبتمبر 1787 - 26 يوليو 1863) هو سياسي أمريكي من ولاية كنتاكي. ومثل الولاية في كل من مجلسي النواب والشيوخ وشغل منصب نائب عام الولايات المتحدة في مرتين، وذلك في إدارات الرؤساء وليام هنري هاريسون وجون تايلر وميلارد فيلمور. وكان أيضا الحاكم السابع عشر لكنتاكي وعمل في المجلس التشريعي للولاية. تم ذكره كثيرا كمرشح محتمل لرئاسة الولايات المتحدة، إلا انه لم يوافق بنفسه على الترشح لمنصب الرئاسة.
خدم كريتندن في مجلس نواب كنتاكي خلال بدايات مسيرته السياسية، وتم اختياره كرئيس للمجلس في عدة مناسبات. وتحالف مع الحزب الجمهوري الوطني (أصبح لاحقا حزب الويغ) مع ظهور نظام الحزب الثاني، وكان مؤيدا قويا لهنري كلاي وخصم الديمقراطيين أندرو جاكسون ومارتن فان بيورين.
قام الرئيس جون كوينسي آدامز في آخر عهده بترشيح كريتندن إلى المحكمة العليا للولايات المتحدة في 17 ديسمبر 1828 لكن أعضاء مجلس الشيوخ الذين دعموا الرئيس المنتخب جاكسون صوتوا لتأجيل التأكيد حتى يتمكن جاكسون من ترشيح رجل من عنده. خدم كريتندن لفترة قصيرة كوزير لخارجية كنتاكي، وانتخبه المجلس التشريعي للولاية ليدخل مجلس الشيوخ (كانت فترته الثانية في المجلس). عينه الرئيس المنتخب حديثا وليام هنري هاريسون في منصب النائب العام، ولكنه استقال بعد 5 أشهر من وفاة هاريسون بسبب الخلافات السياسية مع خليفة هاريسون، الرئيس جون تايلر.
انتخب مجددا إلى مجلس الشيوخ في عام 1842، واستمر حتى عام 1848، عندما استقال ليترشح لمنصب الحاكم، على أمل أن يساعد انتخابه منح زاكاري تايلور صوت ولاية كنتاكي في انتخابات الرئاسة عام 1848. نجح تايلور في الانتخابات، ولكن كريتندن رفض تولي منصب في حكومته، خوفا من أن يوجه إليه اتهام بإجراء «صفقة فاسدة»، كما حدث مع كلاي في عام 1825. استقال كريتندن من منصب الحاكم بعد وفاة تايلور في عام 1850، وقبل تعيين ميلارد فيلمور كنائب عام للبلاد.
انهار حزب الويغ في منتصف عقد 1850، وانضم كريتندن إلى حزب لا أدري (أو الأمريكي). انتهت فترة ولايته في منصب النائب العام، وانتخب مرة أخرى إلى مجلس الشيوخ حيث حث على التوصل إلى حل توفيقى حول قضية الرق لمنع تفكك البلاد. تصاعدت الحزبية في البلاد وتصاعد معها خطر الانفصال، سعى كريتندن لجمع المعتدلين من جميع الأحزاب وشكل حزب الاتحاد الدستوري، رغم أنه رفض ترشيح الحزب للرئاسة في انتخابات عام 1860. كما وضع «تسوية كريتندن» في ديسمبر 1860، وهي سلسلة من القرارات والتعديلات الدستورية كان يأمل منها تجنب الحرب الأهلية، ولكن الكونغرس لم يوافق عليها.
أصبح أحد أبناء كريتندن، جورج ب. كريتندن، جنرالا في الجيش الكونفدرالي. وابنه الآخر، توماس ليونيداس كريتندن، أصبح جنرالا في جيش الاتحاد. انتخب كريتندن الأب لمجلس النواب في عام 1861 ودعم الاتحاد. بيد أنه انتقد العديد من سياسات الرئيس أبراهام لينكون والكونجرس الأمريكي بما في ذلك إعلان تحرير العبيد وقبول دخول فرجينيا الغربية للاتحاد. وواصل العمل من أجل التوفيق بين الولايات طوال فترة عمله. وأعلن ترشيحه لإعادة انتخابه في مجلس النواب في عام 1863، لكنه توفي قبل إجراء الانتخابات.

## حياة سابقة
ولد جون الأردن كريتندن 10 سبتمبر 1787، قرب فرساي، وودفورد مقاطعة، ولاية كنتاكي. وكان الطفل الثاني وابنه الأول من المخضرم الحرب الثورية جون كريتندن وزوجته جوديث هاريس. وكان جون وجوديث كريتندن أربعة أبناء وخمس بنات، ولكن كل واحد منهم على قيد الحياة الطفولة. على جانب والده، وقال انه كان من أصل ويلزي، في حين كانت عائلة أمه هوغوينت الفرنسي. وكان والده مسح الأراضي في ولاية كنتاكي مع جورج روجرز كلارك، واستقر هناك بعد نهاية الثورة الأمريكية. اثنين من أشقاء كريتندن، وتوماس، وروبرت، أصبح المحامين، في حين أن الثالث، هنري، كان أحد المزارعين.
بدأت كريتندن منهج التحضيري كلية في أكاديمية الفسجة في مقاطعة وودفورد. وبعد ذلك أرسلت إلى مدرسة داخلية في مقاطعة جيسامين، كنتاكي. بين زملائه كانوا توماس الكسندر مارشال وفرانسيس P. بلير. أصبح كريتندن أصدقاء خصوصا وثيق مع بلير، والخلافات السياسية في وقت لاحق لم تفعل شيئا يذكر للحد صداقتهما. بعد سنة في مدرسة داخلية، انتقل كريتندن ل يكسينغتون، كنتاكي، منزل القاضي جورج م بيب لدراسة القانون. بدأ الدراسات الجامعية له في كلية واشنطن (واشنطن الآن ولي جامعة) في ليكسينغتون بولاية فرجينيا.خلال فترة ولايته القصيرة هناك، ودرس الرياضيات والادب، الآداب، وأصبح أصدقاء مع هيو لوسون الأبيض. كان كريتندن راضين عن المناهج الدراسية في كلية واشنطن ومتريكلتد في كلية وليام وماري. درس تحت سانت جورج تاكر وتعرفت مع جون تايلر. الانتهاء كريتندن دراسته في 1806، واعترفت إلى القضيب في العام التالي.بدأ ممارسته في مقاطعة وودفورد، ولكن كما كان كذلك زودت المركزية كنتاكي بالفعل مع المحامين قادرة، انتقل إلى مقاطعة لوغان، كنتاكي، على الحدود ثم الغربي وافتتح عيادته في في Russellville . في سن اثنين وعشرين، تم تعيينه من قبل الحاكم نينيان إدواردز إلينوي الأراضي منصب المدعي العام فيها. في العام التالي، كما قدم إدواردز كريتندن مساعديه دي المخيم.
في 27 مايو 1811، متزوج كريتندن سارة. لي في منزلها في فرساي لي كان ابن عم الرئيس الاميركي المستقبل زاكاري تايلور وعمة عضو مجلس الشيوخ الأمريكي ويلكنسون نداء. كان لديهم سبعة أطفال قبل وفاة سارة في منتصف شهر سبتمبر 1824. ومن بين أطفالهم كانوا واء الكونفدرالية جورج كريتندن والاتحاد العام توماس ليونيداس كريتندن. وكانت ابنتهما سالي لي «ماريا» كريتندن والدة جون سي واتسون، واللواء في القوات البحرية الأمريكية في أواخر القرن ال19.

## حياته السياسية في وقت مبكر
حيث بدأ مسؤول منتخب في البيت كنتاكي النواب، حيث مثل مقاطعة لوغان من 1811 إلى 1817. وبعد الدورة التشريعية 1811، وقال انه تطوع مساعدا للجنرال صموئيل هوبكنز في رحلة استكشافية ضد الهنود. على اندلاع الحرب عام 1812، عين حاكما كنتاكي تشارلز سكوت له باعتباره مخيم-مساعد دي لأول كنتاكي ميليشيا. في عام 1813، أصبح دي مخيم مساعد محافظ إسحاق شيلبي، والتي تخدم في معركة نهر التيمز في كندا. بعد الحرب، أصدر محافظ له الثناء خاص لالاخلاص في تنفيذ أوامره. ثم استأنف قانون ممارسة في روسلفيل
في عام 1814، عين حاكم شيلبي كريتندن لملء مقعد مجلس الشيوخ الأمريكي التي أخلتها أستاذه السابق، جورج م بيب. في وقت لاحق، ومع ذلك، علمت شيلبي أن كريتندن كان سبعة وعشرين عاما فقط، وثلاث سنوات خجولة من شرط السن الدستوري لأعضاء مجلس الشيوخ. ومن ثم عاد إلى مقعده في مجلس النواب كنتاكي، حيث تم انتخاب رئيس على جون روان. وقال انه يحتفظ موقف 1815-1817
ترأس كريتندن على مدى فترة زمنية مضطربة ولا سيما في المجلس التشريعي. في أكتوبر 1816، توفي الحاكم المنتخب حديثا جورج ماديسون وكان خلفه نائب الحاكم غابرييل ذبح. جعل ذبح على الفور اثنين من التعيينات التي لا تحظى بشعبية للغاية، وسرعان ما سقطت من صالح مع العديد من كنتثكينس. وأشار مجموعة من المشرعين، من قبل جون بريكنريدج أدى، إلى أن الدستور كنتاكي المقدمة فقط أن نائب الحاكم سيكون بمثابة حاكم حتى عقد انتخابات محلية جديدة واختير خلفا المؤهلة. ذبح، زعموا، لم يكن سوى «قائما باعمال حاكم» قدمت. ومجموعة مشروع قانون إلى مجلس النواب يدعو إلى إجراء انتخابات جديدة. هزم مشروع القانون، ولكن كريتندن معتم

## روابط خارجية
- جون جيه كريتندن على موقع الموسوعة البريطانية (الإنجليزية)